# كالفين سميث جونيور
كالفين سميث جونيور (بالإنجليزية: Calvin Smith Jr.)‏ هو منافس ألعاب قوى أمريكي، ولد في 10 ديسمبر 1987 في لوتز في الولايات المتحدة.

## وصلات خارجية
- كالفين سميث جونيور على موقع الاتحاد الدولي لألعاب القوى (الإنجليزية)
- كالفين سميث جونيور على موقع الاتحاد الأمريكي لسباقات المضمار والميدان (الإنجليزية)
- كالفين سميث جونيور على موقع الدوري الماسي (الإنجليزية)
- كالفين سميث جونيور على موقع أوليمبيديا (الإنجليزية)
- كالفين سميث جونيور على موقع اللجنة الأولمبية والبارالمبية الأمريكية (الإنجليزية)